# Artesanía de Castilla-La Mancha

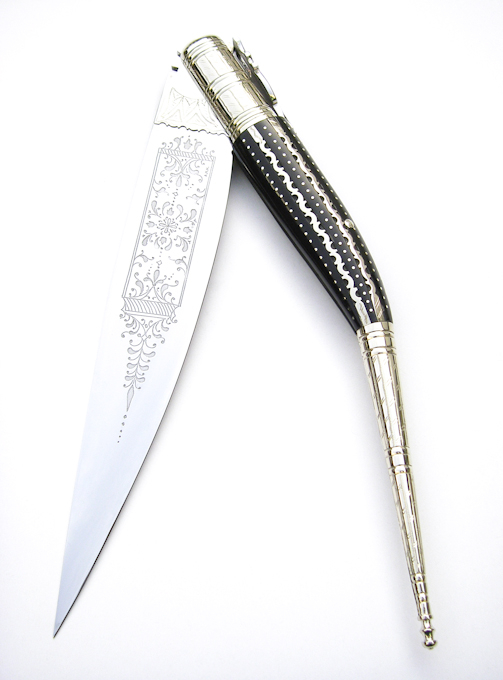
Navaja artesana fabricada en Albacete. La cuchillería de esta ciudad es uno de los sectores artesanos más conocidos de Castilla-La Mancha en el mundo.

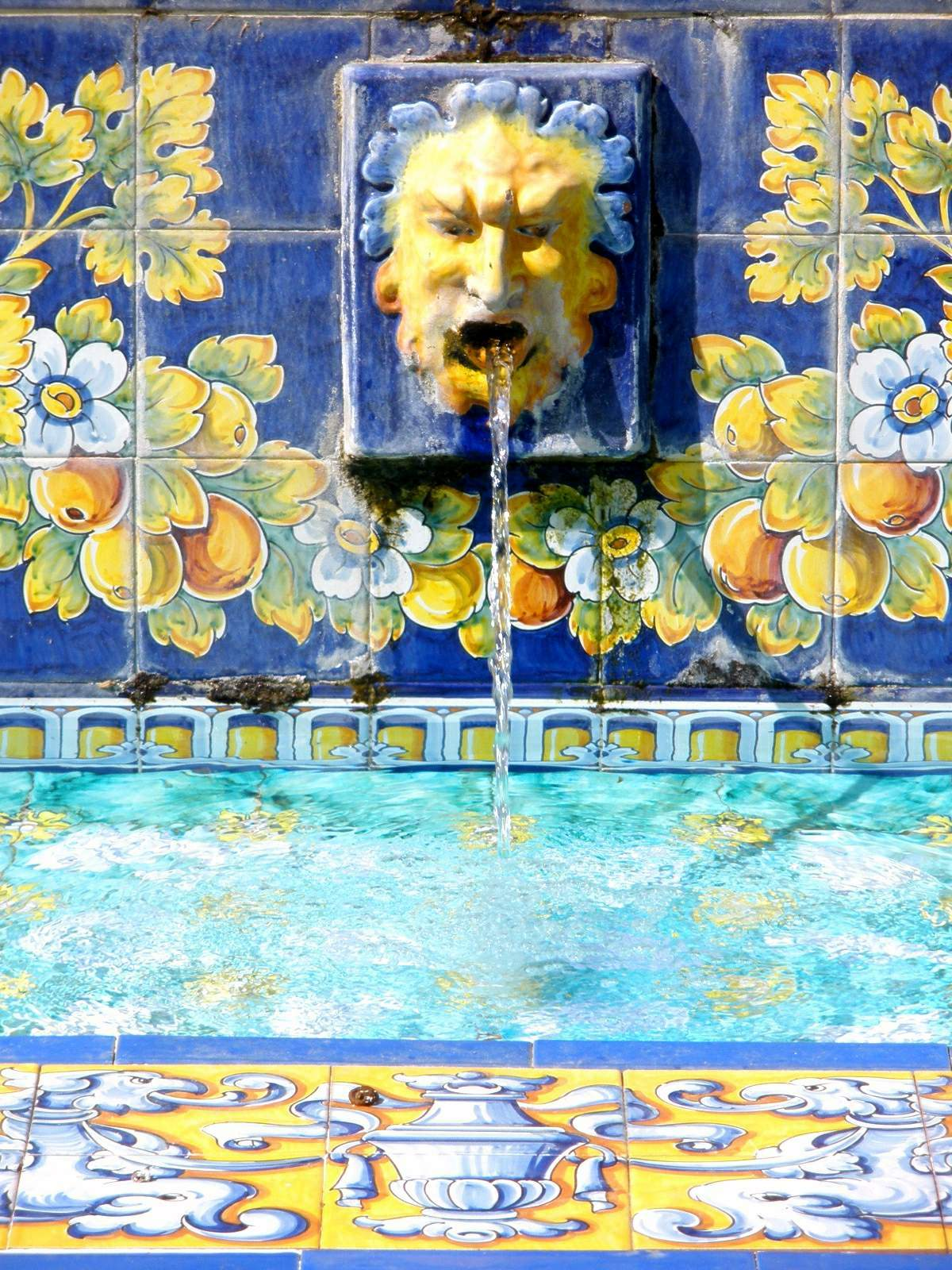
Cerámica de Talavera de la Reina.

La Artesanía de Castilla-La Mancha es variada y diversa. Con una larga tradición en la producción alfarera, iconográficamente representada por las tinajas cervantinas, y cuchillera, destaca también por sus trabajos textiles (bordados, bolillos, encajes, etc.) y en esparto, además de la toneleria asociada a la cultura del vino. Está representada por la Federación Regional de Asociaciones de Artesanos de Castilla-La Mancha (FRACAMAN).

## Alfarería y cerámica
En la alfarería y la cerámica, además de la importancia histórica de su industria tinajera ya casi desaparecida salvo para la jardinería ornamental, se conserva viva la producción de teja, ladrillo, baldosa y azulejería entre otros muchos productos derivados del barro cocido.

## Madera y hierro
La producción artesana en madera continúa ocupando un lugar destacado en la industria del mueble. Y como recurso turístico la talla en madera decorativa doméstica. Otro capítulo con tradición es el trabajo de forja.

## Producciones artesanas de reconocimiento
Sobresale la artesanía relacionada con el queso y el vino manchego, el esparto, los bordados y encajes, la rejería o la cuchillería.

## Museos de artesanía
- Museo Internacional de Arte Popular del Mundo (Albacete)
- Museo de Cerámica Ruiz de Luna (Talavera de la Reina)
- Museo de cerámica de Chinchilla de Montearagón
- Museo del Herraje de Palazuelos